# Bzogu
Bzogu - Бзогу (rus) - és un poble del krai de Krasnodar, a Rússia. Es troba a la vora esquerra del riu Xakhé i a la vora dreta del seu afluent el riu Bzogu, a 25 km al nord-oest de Sotxi i a 148 km al sud-est de Krasnodar, la capital.
Pertany al municipi de Solokhaül.